# Syncraternis phaeospila
Syncraternis phaeospila är en fjärilsart som beskrevs av Edward Meyrick 1922. Syncraternis phaeospila ingår i släktet Syncraternis och familjen äkta malar. Inga underarter finns listade i Catalogue of Life.